# Маринки (Липецкая область)
Маринки — деревня Данковского района Липецкой области в составе Октябрьского сельсовета.

## География
Расположена на правом берегу речки, впадающей в реку Рыхотка.
Имеется одна улица без названия, просёлочные дороги и небольшой пруд.

## Население
| 2010 |
| ---- |
| 11   |